# Lénine au Kremlin
Lénine au Kremlin est un tableau peint par Nikolai Baskakov en 1960. Il mesure 170 cm de haut sur 135 cm de large. Il est conservé dans une collection privée à Moscou.